# 김영진 (뮤지컬 배우)
김영진(1986년 7월 30일 ~ )은 대한민국의 배우다. 2008년 뮤지컬 '마인'으로 데뷔했다.

## 방송
- 더블 캐스팅 (2020) - Top24
- 뉴노멀진 (2022)

## 공연
- 마인 (2008)
- 그남자 그여자 - 대학로 (2010)
- 스페셜레터 (2011)
- 사랑을 이루어 드립니다 (2012)
- 빛골 아리랑 - 광주 (2014)
- 느릅나무 아래 욕망 (2016)
- 정글라이프 (2019)
- 미드나잇 : 액터뮤지션 (2022)